# Ховейт
Хове́йт — дрібний низинний острів в Червоному морі в архіпелазі Дахлак, належить Еритреї, адміністративно відноситься до району Дахлак регіону Семіен-Кей-Бахрі.

## Географія
Розташований на південний схід від мису Рас-Шока на острові Дахлак. Має компактну, трохи округлену, форму діаметром 500-550 м. На відміну від інших островів архіпелагу, острів звільнений від коралових рифів..